# Când și-a pierdut ciobanul oile
Când și-a pierdut ciobanul oile este un poem muzical‑poetic popular arhaic, cu rădăcini în cultura pastorală și rituală. Este răspândită în tradiția orală pe întreg spațiul cultural românesc.
Poemul prezintă povestea unui cioban care și-a pierdut turma și pornește în căutarea ei. Structura muzicală se bazează pe contrastul a două episoade: o parte lirică lentă (doina), care exprimă durerea pierderii, și o temă de joc vioaie, care simbolizează bucuria speranței regăsirii turmei sau, în unele versiuni, a revenirii ei efective.
De obicei, poemul se interpretează solo, cel mai adesea de către ciobani, într-o formă vocal-instrumentală. Instrumentul principal este fluierul, considerat simbol al culturii pastorale. În unele variante apar elemente de heterofonie, atunci când sunetele fluierului se combină cu ison gutural emis simultan.
Alături de balada Miorița, poemul face parte din repertoriul fundamental al folclorului românesc, fiind asociat de cercetători cu noțiunea de spațiu mioritic⁠(ru)[traduceți] — conceptul teoretic care desemnează un peisaj simbolic al culturii românești.
Ca urmare a destrămării vechiului mod de viață pastoral, poemul Când și-a pierdut ciobanul oile este astăzi pe cale de dispariție din tradiția populară vie.

## Poemul în contextul folclorului muzical păstoresc
Folclorul păstoresc românesc cuprinde un spectru larg de melodii utilitare care însoțesc viața de fiecare zi a ciobanilor. Un loc aparte îl ocupă semnalele cântate la fluier sau la bucium, ce marchează acțiuni și stări ale turmei — de pildă: „Când mulge oile”, „La caș”. Există și melodii „de drum”, care însoțesc deplasarea turmelor între pășunile de vară și de iarnă: „Pornirea”, „Când urcă oile la munte” sau semnale de strângere a turmei risipite: „Adunatul oilor la stână”, „Când adună oile de pe munte” ș.a.
Alături de genurile utilitare, în repertoriul păstoresc apar forme mai dezvoltate — colinde, balade și melodii de joc, unite de tema comună a vieții pastorale.
Poemul Când și-a pierdut ciobanul oile ocupă un loc special la intersecția acestor genuri: combină narațiunea, muzicalitatea, elementele rituale și dezvoltarea dramatică, trecând de la funcțional la artistic.

## Istorie
Mențiuni despre acest poem muzical‑poetic arhaic, legate de tradiția pastorală românească, apar încă din secolul al XVI-lea. Poetul maghiar Bálint Balassi descrie într-un poem cântecul unei ciobănițe române care și-a pierdut oile.
Poemul este menționat în secolul al XVI-lea în descrierea alaiul lui Mihnea al III-lea, precum și cu prilejul intrării triumfale a lui Mihai Viteazul în Alba Iulia (1599).
Cronicarul Ion Neculce notează că în a doua jumătate a secolului al XVII-lea domnitorul Moldovei Gheorghe Ștefan a folosit metafora: „Dzic în fluier, să mi să coboare caprile de la munte, și nu mai vin” — o aluzie la un motiv pastoral binecunoscut.
Istoricul Gheorghe Șincai relatează un episod similar în Hronica românilor, menționând că în 1659 s-a cântat cântecul „fetei românești cînd și-a pierdut caprele și plîngînd le căuta prin munți".
În 1846, scriitorul moldovean Alecu Russo, aflat în exil la mănăstirea Soveja, a consemnat una dintre primele versiuni ale temei poetice privind pierderea turmei. Tot acolo a fixat pentru întâia oară textul celebrei balade Miorița.

## Înregistrări de teren și cercetări etnografice
La începutul secolului al XX-lea, compozitorul și etnograful maghiar Béla Bartók și-a manifestat interesul față de latura muzicală ale poemului:
„Mi s'a cântat din vioară și din fluer doina zisă «când ciobanul și-a pierdut oile». Este o melodie ce se cântă rar și pe un ritm nehotărît (rubato), și care uneori se lungește, când i se adaogă o altă arie de dans, «când și le-a regăsit», intr'o mișcare mai agitată și pe un ritm hotărît. Cântecele de acest gen sunt răspăndite în toate ținuturile pe unde am umblat și formează probabil o specialitate românească.”
Bartók a notat și a transcris mai multe variante ale poemului.
În anii 1930, Constantin Brăiloiu a înregistrat versiuni instrumentale:
- Când și-a pierdut ciobanul oile, la cimpoi și fluier — interpret Ion Papuc (1932; jud. Buzău, Muntenia);[16]
- Când și-a pierdut ciobanul oile, la fluier — interpret Ilie Cazacu (1936; jud. Suceava, Bucovina).[17]

O altă înregistrare cu Ilie Cazacu datează din 1965; în 1974 melodia a fost înregistrată de Silvestru Lungoci.
Într-un studiu detaliat din 1967, etnomuzicologul Ghizela Sulițeanu a analizat transcrieri și înregistrări de teren ale poemului, concentrându-se în special asupra versiunilor extinse interpretate de preotul și instrumentistul la caval Niculae Taftă din Negrilești (jud. Vrancea).
Etnograful germano-român Gottfried Habenicht⁠(de)[traduceți] a publicat, în anexă la un studiu din 1968, transcrieri din înregistrări de teren ale unor tipuri diferite ale compoziției:
- colinda „Horia caprelor” (1947; Maramureș; interpret Paul M. Roman);
- piesa instrumentală „A ciobanului când și-a pierdut oile” (1960; jud. Sibiu, Niculae Bratu);
- balada lăutărească „Ciobanu când a chierdut oile” (1961; jud. Dolj, interpret lăutarul Lache Găzaru, vioară).

În Bucovina de Nord, etnograful moldovean Vasile Chiseliță a înregistrat varianta „Doina oilor” interpretată de Gheorghe Tochiță (Crasna).
În 1990, pe un dublu disc de vinil editat de Melodia⁠(ru)[traduceți] (URSS) a fost publicată o versiune interpretată pe coajă de mesteacăn de către Procopie Bogos (Buțeni, Moldova); înregistrarea a fost realizată în 1986 de cercetători din Moldova.
O înregistrare a baladei lăutărești interpretată de taraful din Dobrotești (jud. Teleorman, Muntenia) a fost făcută de etnomuzicologa Speranța Rădulescu în 1994, în cadrul proiectului Ethnophonie.
Printre interpretările autentice recente se numără aparițiile la televiziune ale ciobanului ardelean Mihai Moldovan (2016—2017).

## Subiect și interpretări
În centrul narațiunii se află ciobanul care și-a pierdut turma. În funcție de variantă, oile dispar pe neașteptate sau sunt furate. Ciobanului i se pare că vede turma; speranța se dovedește însă iluzorie — îl înșală pietrele albe sau iarba de stepă care se unduiește. Subiectul poemului se bazează pe o legendă populară: un cioban, aflat cu turma pe o pășune îndepărtată, la munte, la deal sau lângă o pădure, adoarme din neatenție ori cuprins de visare. La trezire, nu-și mai găsește oile. Copleșit de spaimă și jale, pornește în căutarea lor, cântând la fluier atât semnale, cât și melodii de jale, în speranța că sunetul va atrage turma.
Povestirea muzicală dezvăluie stări de jale, singurătate, introspecție și deznădejde. Eroul intră în dialog cu natura, cu Dumnezeu, cu animalele sau cu sine însuși. Compoziția poate conține elemente epice: plecarea în căutare, lupta interioară, încercarea de a înțelege cauza întâmplării. Finalul rămâne adesea deschis: turma nu revine — tragismul persistă.
Pe baza acestor variante, cercetătorii evidențiază posibile semnificații culturale și psihologice ale poemului: reflectarea unei pierderi existențiale, a eticului pastoral (grijă, responsabilitate), a elementelor rituale și a autoexprimării emoționale.

### Context cultural: protecția magică a turmei
Gottfried Habenicht pune originea subiectului în stratul magico-religios al culturii pastorale și indică o posibilă legătură cu ritualuri de excludere, purificare și tranziții sezoniere. Pierderea turmei putea fi percepută ca pedeapsă pentru încălcarea unui tabu.
Păstoritul, ca una dintre cele mai vechi îndeletniciri, presupunea apărarea și protecția magică a animalelor. În cultura tradițională românească exista ideea „curățeniei rituale” ca premisă a pășunatului reușit. Oaia era considerată animal sacru și curat, iar ciobanul trebuia să corespundă unui ideal trupesc și moral. Printre încălcări se numărau participarea la jocul satului și relațiile cu femeile. Astfel de devieri puteau, potrivit credințelor, duce la pierderea turmei.
Un motiv recurent este femeia ca potențial factor de rupere a ordinii sacre. Prezența ei la stână era socotită capabilă să „stingă mana” turmei, să aducă sterpiciune oilor sau alte nenorociri. Conform surselor folclorice, femeilor le era interzis să intre în ocol, iar ciobanii trebuiau să păstreze castitatea. În unele balade, inclusiv în Miorița și în variantele regionale, motivul încălcării tabuului de către un personaj feminin (de pildă „fata de maior”) se soldează cu dezastru — o alegorie a intervenției interzise în spațiul sacru al vieții pastorale.
Povestea pierderii oilor este interpretată ca narațiune moralizatoare despre consecințele încălcării normelor pastorale. În unele variante se precizează explicit că ciobanul își pierde turma după ce a petrecut noaptea departe de stână ori și-a vizitat iubita. În altele, oaia refuză să-l asculte simțind prezența femeii. Nu o dată apare scena trezirii: ciobanul află că turma a dispărut împreună cu fata. În timp, subiectul își pierde simbolismul arhaic și capătă un caracter mai laic: cauzele dispariției sunt explicate prin furtună, prădători, neglijență. Accentul moralizator slăbește, se accentuează realismul și neutralitatea povestirii, iar tonul poate deveni comic; totuși, semnificația simbolică a oilor rămâne centrală.

### Povești muzicale similare
Poetica pastorală a generat și alte povești muzicale. Una dintre cele mai cunoscute este „Povestea lui Tânjală”. Un cioban, coborând din munți cu turma, își pierde fluierul. Întâlnind plugari, ia tânjala (bară a jugului) și își cioplește din ea un fluier. Plugarilor îl prind și îl duc în fața judecătorului. După ce-l ascultă, judecătorul îl iartă; din acel moment ciobanul primește porecla Tânjală.
În unele variante, povestea continuă: speriat, păstorul nu mai coboară în sat și petrece iarna pe munte, cântând doine și evocând oile pierdute.

## Răspândire
Poemul este răspândit în întreg spațiul cultural românesc: Moldova, Muntenia, Oltenia, Maramureș, Ardeal, Banat, Bucovina, precum și în comunitățile istorice românești din Transcarpatia și Transnistria. Denumirea piesei variază local, în funcție de zonă și interpret: Doina ciobanului, Doina păcurarului, Jalea cârlanului, A oilor, Ciobăneasca, Doina mocanului ș.a.
Piese muzical-poetice apropiate ca formă și sens apar și în tradițiile pastorale ale popoarelor nord-carpatice, sub titlurile maghiară Oláh leány tánca (Dansul fetei valahe), ucraineană Як вівчар вівці загубив (Cum a pierdut ciobanul oile), ucraineană Дума про вівчаря (Jalea despre ciobanul), poloneză Wołoszyn owce rozproszył (Valahul a risipit oile) ș.a.
Aceste paralele reflectă structura comună a culturii pastorale carpatice, formată în urma contactelor interetnice, inclusiv prin migrația populației valaho-române în secolele XIII—XIV. Cronici medievale atestă răspândirea așezărilor pastorale organizate conform „legea valahă” (latină ius valachicum) în mijlocul popoarelor slave din Europa Centrală — Galiția, Slovacia, Podhale⁠(en)[traduceți] (Polonia) și Vlahia Moravă. În aceste regiuni, etnonimul valah a căpătat și sensul de păstor, cioban.

## Forme muzicale
Formele muzicale cuprind un spectru larg: de la colinde scurte vocale la compoziții instrumentale extinse și forme teatralizate. Variantele diferă în funcție de regiune, scopul interpretării și nivelul detaliului narativ.

### Variante vocale
În interpretările vocale intră texte scurte, mai ales colinde și cântece de joc întâlnite în nordul Transilvaniei. În general, se bazează pe metri de 6 sau 8 silabe și se cântă în ritm de dans. Baza melodică este hexahordul de tip doric medieval. Se caracterizează prin concis și sobrietate emoțională, urmând o schemă arhetipală: pierdere ireversibilă (adesea a caprelor), căutare, regret. Sunt caracteristice expunerea schematică, lipsa dezvoltării narative și ornamentica moderată. Acest tip este considerat cea mai veche formă a piesei.

### Forme instrumentale
Varianta instrumentală a poemului reprezintă o formă mai dezvoltată, răspândită în toate regiunile, mai ales în zonele pastorale. Narațiunea se construiește pe alternanța a două stări: jale după turma pierdută și bucurie la presupusa regăsire. Aceste stări se exprimă prin secțiuni muzicale alternante:
- jale (J) — în forma unei doine sau a unei melodii în ritm rubato;
- bucuria (B) — în forma unei melodii de joc în giusto.

Rezultă o structură tripartită tipică: J—B—J, unde revenirea finală la doină subliniază iluzia bucuriei (obiectul văzut nu este turma, ci pietrele).
În variantele mai recente se pierde caracterul didactic: alternanța temelor emoționale funcționează ca narațiune muzicală de sine stătătoare. Poemul capătă astfel o valoare estetică, nu moralizatoare. Printre formele moderne apare și o variantă extinsă în patru părți cu un „final fericit”: J—B—J—B, unde jocul final simbolizează regăsirea reală a turmei.
Narațiunea se realizează exclusiv instrumental. Sunt folosite preponderent fluierul și cavalul — fluiere pastorale tradiționale de dimensiuni și timbre diferite. Interpreții pot schimba instrumentul în timpul interpretării, variind culoarea timbrală și starea afectivă — de exemplu, începând cu cavalul și încheind cu fluierul sau chiar cu o frunză de copac. În unele cazuri, interpreții emit simultan ison gutural în timp ce cântă la fluier, generând o textură heterofonică cu două linii melodice apropiate dar distincte.
Muzica se remarcă prin ornamentică bogată și o paletă expresivă amplă. care redau nuanțele emoționale ale narațiunii. Se folosesc contraste dinamice (crescendo, diminuendo) pentru a reda trăirile ciobanului. Accentele, adesea contratempo față de pulsația metrică, creează un limbaj expresiv propriu, ce poate sugera pașii grei ai păstorului sau chemările lui insistente. Alte procedee: mordente, tremolo, legato, staccato, pauze dramatice.
Ritmul este adesea liber și neregulat (rubato), mai ales în secțiunile de jale. Acest stil de interpretare, apropiat de cel al doinei, permite modelarea frazelor muzicale după intonația vorbirii. În opoziție, episoadele care descriu acțiuni concrete au în mod obișnuit un ritm constant și clar.
Din punct de vedere melodic, poemul folosește moduri variate. Cel mai frecvent este doricul, pentru coloritul melancolic; interpreții pot altera trepte în funcție de contextul afectiv. Eolicul și întoarcerile pentatonice apar frecvent în episoadele de joc, conferindu-le un caracter mai luminos.
Improvizația joacă un rol esențial: deși compoziția se bazează pe modele intonaționale recognoscibile, fiecare interpretare reflectă viziunea personală a muzicianului.

### Versiuni narative extinse
În unele cazuri, interpreții adaugă structurii poemului episoade originale. Un exemplu relevant îl constituie interpretările preotului Nicolae Taftă din Negrilești (Vrancea), care dezvoltă până la cincisprezece episoade. Acestea îmbină material muzical cu narațiune realistă, simboluri ale naturii și acompaniament verbal. Prin amploarea și bogăția lor, astfel de creații depășesc cadrul muzical propriu-zis și dobândesc trăsături de epos oral.

### Baladă în stil lăutăresc
Muzicienii profesioniști (lăutarii) au dezvoltat tema poemului în formă de baladă satirică. Motivul pierderii oilor apare în cheie ironică: ciobanul este înfățișat leneș sau îndrăgostit, uitând de turmă. Apare motivul „regăsirii miraculoase” (dublarea turmei) și dialogul cu lupul. Compozițional, balada se apropie de rondo, cu alternanțe între strofe și refrene. Personajele au trăsături caricaturale, iar funcția interpretării este predominant distractivă, cu trimiteri la folclorul de petrecere. Astfel, are loc o parodiere a modelelor arhaice.

### Forme teatrale și dramatice
În unele regiuni, subiectul a evoluat către spectacole populare cu personaje, dialoguri și joc dramatic, păstrând baza muzicală. Astfel de forme au fost consemnate în Dobrogea (spectacolul Mocanii) și în județul Vâlcea (Oltenia).

## Influențe muzicale

### Piese instrumentale lăutărești
Muzica tradițională țărănească și pastorală reprezintă principala sursă a repertoriului lăutăresc. Poemul Când și-a pierdut ciobanul oile nu doar a intrat în repertoriul lăutăresc ca baladă vocală, ci a influențat formarea pieselor instrumentale. Dihotomia doina (jale) — joc (bucurie) a generat o suită de piese menite plăcerii estetice: „Doina ciobanului”, „Doina și hora”, „Doina și bătuta”, „Doina și brâul”, „Doina și sârba” ș.a.

### Legătura cu balada despre Pintea Viteazul
Cercetătorul Constantin Prichici în studiul „Geneza melodică a baladei despre Pintea Viteazul”, arată că baza melodică a acestei balade se întoarce la folclorul pastoral arhaic, în primul rând la poemul Când și-a pierdut ciobanul oile.
Melodiile celor două creații au trăsături comune: alternanța lent-vioi (J—B—J), folosirea intonațiilor semnalelor pastorale, importanța improvizației. Sunt evidente construcțiile intervalice tipice — cvarta și cvinta — caracteristice instrumentelor fluier, caval, bucium.

## BaladaMiorițași poemulCând și-a pierdut ciobanul oile
Cea mai cunoscută creație a folclorului pastoral românesc este balada Miorița. O leagă de poemul Când și-a pierdut ciobanul oile contextul pastoral, motivul pierderii și simbolul oii sacre. În același timp, Există însă diferențe esențiale de structură și viziune.
Miorița este cel mai adesea interpretată în formă narativă, cu accent pe text și simbolistică, nu pe dramaturgia muzicală. Ciobanul presimte moartea profețită de mioară; în locul rezistenței, el acceptă destinul, transfigurându-l poetic (nunta cosmică, „mama natură”, înălțare spirituală). Unii cercetători au vorbit despre fatalismul mioritic — atitudine contemplativă și armonioasă în fața inevitabilului (vezi, de exemplu, analiza lui Mircea Eliade). În viziunea lui Brăiloiu, balada nu exprimă resemnare în fața morții, ci păstrează urme ale ritualurilor magice menite să-i protejeze pe vii de cei morți.
Poemul Când și-a pierdut ciobanul oile se remarcă prin amplitudinea emoțională mai mare și o structură deschisă. Se bazează pe contraste muzicale: jale — speranță iluzorie — dezamăgire — posibilă bucurie. Ciobanul acționează: își caută turma, intră în dialog cu natura, traversează o criză interioară. Destinul nu este o fatalitate abstractă, ci experiența pierderii și a căutării, uneori până la îndoiala în realitatea văzutului.

## Stare actuală
Astăzi, poemul Când și-a pierdut ciobanul oile este aproape dispărut din tradiția vie. Cauzele țin de transformările satului: mecanizarea agriculturii, colectivizarea, dispariția pășunilor comunale și destrămarea vechilor forme de conviețuire. Schimbările sociale și economice au dus la degradarea comunităților care erau purtătoarele tradiției orale. Globalizarea a restrâns spațiul de performare și transmitere a folclorului pastoral în forma sa originară.
În 2015, grupul Trei Parale, cunoscut pentru interpretările sale de muzică tradițională, a lansat albumul Ciobanul care și-a pierdut oile, care include două versiuni moderne ale poemului.